# NGC 6099
NGC 6099 este o radiogalaxie situată în constelația Hercule. A fost descoperită în 24 aprilie 1867 de către Lewis A. Swift.